# Dragi Jelić
Dragi Jelić, srbski kitarist, skladatelj in pevec, * 17. maj 1947, Kraljevo, SFR Jugoslavija.
Jelić je srbski kitarist in pevec. Najbolj znan je postal kot kitarist in pevec srbske glasbene skupine YU grupa, ki jo je s svojim bratom Žikom Jelićem ustanovil leta 1970. Pred tem je bil v 60. letih dvajsetega stoletja član glasbene skupine Džentlmeni. V nekem intervjuju je Jelić pojasnil, da so ime skupine YU grupa izbrali oboževalci na koncertu v Beogradu. Prej se je skupina imenovala "Idejni posed".

## Diskografija

### Džentlmeni
- Idi (1968)
- Slomljena srca (1969)

#### Singli
- „Ona je moja“ (1970)

#### Kompilacijski album
- Antologija (2006)

### YU grupa
- YU grupa (Jugoton 1973)
- Kako to da svaki dan? (Jugoton 1974)
- YU grupa (Jugoton 1975)
- YU zlato (Jugoton 1976)
- Među zvezdama (Jugoton 1977)
- Samo napred... (PGP RTB 1979)
- Od zlata jabuka (ZKP RTV Ljubljana 1987)
- Ima nade (PGP RTB 1988)
- Tragovi (PGP RTB 1990)
- Rim (PGP RTS 1995)
- Dugo znamo se (PGP RTS 2005)

### Time
- Time II (PGP RTB 1975)